# 烏森出入口
烏森出入口（かすもりでいりぐち）は、愛知県名古屋市中村区畑江通にある、名古屋高速5号万場線のインターチェンジ。新洲崎JCT方面出口、名古屋西JCT方面入口のハーフインターチェンジ。

## 道路
- 名古屋高速5号万場線

## 接続する道路
- 愛知県道115号津島七宝名古屋線

## 料金所

### 名古屋西方面
- レーン数:2
  - ETC専用:1
  - 一般:1

### 新洲崎方面
出口のみで料金所はなし

## 周辺
- 岩塚駅
- 烏森駅
- 烏森変電所
- 松蔭高校

## 利用台数
名古屋市統計年鑑による利用台数の推移
| 1991年（平成3年）度  | 731755台 |  |
| 1992年（平成4年）度  | 747269台 |  |
| 1993年（平成5年）度  | 787120台 |  |
| 1994年（平成6年）度  | 895772台 |  |
| 1995年（平成7年）度  | 856027台 |  |
| 1996年（平成8年）度  | 716166台 |  |
| 1997年（平成9年）度  | 663146台 |  |
| 1998年（平成10年）度 | 611303台 |  |
| 1999年（平成11年）度 | 593662台 |  |
| 2000年（平成12年）度 | 594452台 |  |
| 2001年（平成13年）度 | 558292台 |  |
| 2002年（平成14年）度 | 530883台 |  |
| 2003年（平成15年）度 | 498785台 |  |
| 2004年（平成16年）度 | 468894台 |  |
| 2005年（平成17年）度 | 600233台 |  |
| 2006年（平成18年）度 | 681275台 |  |
| 2007年（平成19年）度 | 695364台 |  |
| 2008年（平成20年）度 | 613557台 |  |
| 2009年（平成21年）度 | 601301台 |  |
| 2010年（平成22年）度 | 632721台 |  |
| 2011年（平成23年）度 | 626945台 |  |
| 2012年（平成24年）度 | 645343台 |  |
| 2013年（平成25年）度 | 682274台 |  |

## 隣
名古屋高速5号万場線
(501,511)黄金出入口 - (502,512)烏森出入口 - 千音寺料金所 - (503,513)千音寺出入口 - 名古屋西JCT